# Bandy Zolyomi
Andrés Zolyomy Biczo dit Bandy (né Zólyomi Endre le 14 juin 1913 à Budapest, mort le 5 juillet 1992 à Tossa de Mar) est un entraîneur de water-polo hongrois, puis italien, puis espagnol.

## Biographie

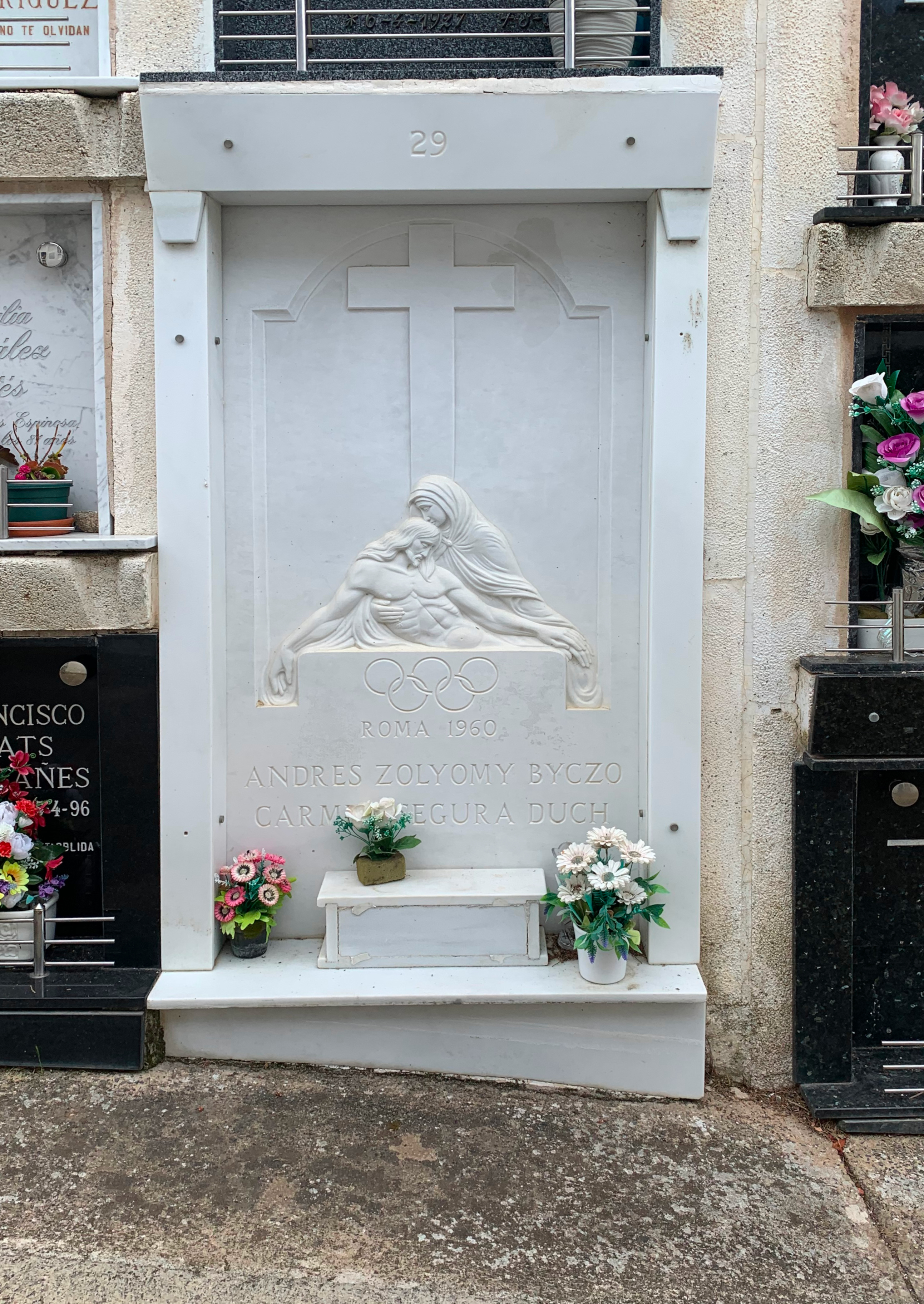
Tombe de Bandy Zolyomi au cimetière de Tossa de Mar

« Bandy » est considéré comme l'entraîneur ayant fondé les traditions des équipes de water-polo italiennes et espagnoles. Il entraîne l'Espagne à 4 reprises lors des Jeux olympiques (1948, 1952, 1968 et 1972) et l'Italie à 3 reprises (1956, 1960, avec la victoire olympique, et 1964). La légende du water-polo italien, Eraldo Pizzo, a déclaré que « Zolyomi a créé un esprit exceptionnel d'affection pour le water-polo en Italie ». En 1968, il retourne en Espagne, en devenant le premier sélectionneur national à plein temps. Mort en 1992, il peut être considéré comme le mentor des équipes italienne et espagnole, championnes olympiques en 1992 et 1996.
En 2010, il est inscrit dans la liste des membres de l'International Swimming Hall of Fame.